# Robert Stallman
Pour les articles homonymes, voir Stallman.
Œuvres principales
- Série Book of the Beast

Robert Stallman, né le 6 janvier 1930 à Kankakee dans l'Illinois et mort le 1er août 1980 à Kalamazoo dans le Michigan, est un auteur américain de fantasy. Il est l’auteur d’une trilogie, Book of the Beast, composée des livres The Orphan, The Captive et The Beast, parus respectivement en 1980, 1981 et 1982. Le premier a été sélectionné en 1981 pour le prix Nebula du meilleur roman et le prix Locus du meilleur roman de fantasy. L'auteur a été pour sa part sélectionné en 1982 pour le prix Astounding du meilleur nouvel écrivain.

## Œuvres

### SérieBook of the Beast
1. (en) The Orphan, 1980
2. (en) The Captive, 1981
3. (en) The Beast, 1982